# Fuliru
Pour les articles homonymes, voir Fuliro.
Le fuliru, aussi appelée fuliro ou kifuliru (kifuliiru en fuliru), est une langue bantoue parlée par la population fuliru de la République démocratique du Congo.